# Esterilización (microbiología)
Se denomina esterilización al proceso por el cual se obtiene un producto libre de microorganismos. El proceso de esterilización puede y debe ser diseñado, validado y llevado a cabo para asegurar que es capaz de eliminar la carga microbiana del producto o un microorganismo más resistente.
Dado que la esterilidad no se puede demostrar de manera absoluta, sin causar la destrucción completa de todas las unidades del lote de producto terminado; se define la esterilidad en términos probabilísticos, en donde la probabilidad de que una unidad de producto esté contaminada es aceptablemente remota. Se considera que un producto crítico es estéril, cuando la probabilidad de que un microorganismo esté presente en forma activa o latente es igual o menor de 1 en 1 000 000 (coeficiente de seguridad de esterilidad 10^-6).
Los agentes que matan microorganismos son denominados microbicidas (cida= “matar”) o más comúnmente denominados “germicidas”. Si el agente específicamente destruye bacterias, es llamado bactericida; si mata hongos es denominado fungicida. Tras una exposición del objeto esterilizado al aire o a sus alrededores, este se habrá contaminado de nuevo con microorganismos.
Los métodos térmicos de esterilización son comúnmente los más utilizados para eliminar los microorganismos, incluyendo las formas más resistentes como lo son las endoesporas.

## Terminología referente al control del crecimiento microbiano
|                          | Definición | Comentarios |
| ------------------------ | --- | --- |
| Esterilización comercial | Tratamiento de calor con el objetivo de eliminar microorganismos patógenos capaces de reproducirse en un cierto alimento. El tiempo y la temperatura dependerán del microorganismo capaz de reproducirse en el alimento en cuestión. | En caso de tratarse de un alimento de pH superior a 4,5 y en condición de anaerobiosis, se puede referir a un tratamiento con calor para matar endoesporas de Clostridium botulinum en comida enlatada. Las endoesporas más resistentes de las bacterias termofílicas pueden sobrevivir, pero no van a crecer ni germinar bajo las condiciones normales de almacenamiento. |
| Desinfección             | Destrucción de patógenos vegetativos. | Puede hacerse por métodos físicos o químicos. |
| Antisepsia               | Destrucción de patógenos vegetativos en tejidos vivos. | El tratamiento regularmente es con métodos químicos antimicrobiales. |
| Eliminación de gérmenes  | Remover los microbios de un área limitada, como la piel alrededor de un sitio para inyectar. | Por lo general se hace mecánicamente removiendo con alcohol. |
| Sanitización             | Tratamiento para disminuir la cuenta microbiana y así mantener los niveles de salud pública. Esto solo se puede hacer sobre objetos inanimados.                                                                                      | Se puede hacer con un baño a altas temperaturas o introduciendolo en un desinfectante químico. |

- Calor seco: Comprende a su vez varias fases: el calor directo, el flameado y la esterilización al horno.
- Calor húmedo: Comprende varias modalidades, ebullición, pasteurización y empleo del autoclave.

## Tasa de muerte microbiana
Cuando una población bacteriana es tratada con químicos o con calor, usualmente éstas mueren a una tasa constante. Por ejemplo, si suponemos que tenemos una población de 2 millones de microorganismos que han sido tratados por un minuto, y el 90 % de la población ha muerto, quedan 200 000 microorganismos. Si la población es tratada durante otro minuto, el 90 % del remanente de la población será exterminada, resultando en 20 000 microorganismos. Si la curva de mortandad es trazada logarítmicamente, la tasa de muerte es constante.

## Factores que influyen en la efectividad de los tratamientos antimicrobianos
El número de microorganismos: A mayor número de microorganismos que se tengan al inicio, mayor tiempo para eliminar la población entera.
Influencias ambientales: La presencia de materia orgánica regularmente inhibe la acción de antimicrobianos químicos. Microorganismos localizados en biopelículas son difíciles de matar por biocidas porque la actividad de estos depende de la temperatura de la reacción química. Los desinfectantes funcionan un poco mejor bajo temperaturas altas.
Tiempo de exposición: Los químicos antimicrobianos suelen requerir un mayor tiempo de exposición para microorganismos más resistentes o endoesporas, esto con el fin de que sea efectivo.
Características microbianas: Dependiendo las características del microorganismo se van a tener que usar diferentes métodos para poder eliminarlo.

## Acciones de los agentes antimicrobianos
Alteración de la permeabilidad de la membrana: La membrana plasmática de los microorganismos, localizada en la pared celular, es el objetivo de muchos agentes antimicrobianos. Esta membrana regula activamente el paso de nutrientes a la célula y la eliminación de desechos de la misma. El daño a los lípidos o proteínas de la membrana plasmática por agentes antimicrobianos causa que el contenido celular salga al medio y esto interfiere con el crecimiento de la célula.
Daño a las proteínas y ácidos nucleicos: Para que una proteína sea funcional se necesita que se encuentre en su estructura terciaria por lo menos, ésta se encuentra constituida por puentes de hidrógeno, los cuales son susceptibles a romperse con calor o ciertos químicos; la rotura de estos puentes nos da como resultado la desnaturalización de la proteína. Del mismo modo, los enlaces covalentes, aunque son más resistentes, también son objetivos de agentes antimicrobianos.
Los ácidos nucleicos ADN y ARN son los que llevan la información genética de la célula. El daño a estos por calor, radiación, o químicos es frecuentemente letal para la célula. La célula no se puede replicar y tampoco puede tener sus funciones metabólicas normales como la síntesis de enzimas.
Las altas temperaturas a las que funcionan los autoclaves eliminan todo tipo de microbios y bacterias, incluyendo las esporas.

## Métodos de esterilización
Existen varios métodos de esterilización, detallados a continuación.
- Métodos físicos
  - Calor húmedo (en autoclave de vapor)
  - Calor seco (en horno de esterilización)
    - Flama directa

  - Incineración
  - Aire caliente
  - Ebullición
  - Vapor
  - Tindalización
  - Radiación
    - Radiación ionizante
    - Radiación no ionizante:[3] (p. ej:Radiación infrarroja y Radiación ultravioleta)
- Métodos químicos
  - Alcoholes
    - Etanol
    - Alcohol isopropílico

  - Aldehídos
    - Formol
    - Glutaraldehído

  - Fenoles
    - Fenol (Ácido carbólico)
    - Xilenol

  - Óxido de etileno
  - Peróxido de hidrógeno

### Métodos químicos
Los métodos químicos de esterilización son aquellos que involucran el empleo de sustancias letales para los microorganismos, tales como el óxido de etileno y el peróxido de hidrógeno.
El uso de este método es muy limitado para la Industria Alimentaria pero muy utilizado en otras industrias como la farmacéutica.

### Métodos físicos
Los métodos físicos son aquellos que no involucran el empleo de sustancias letales para los microorganismos, sino procedimientos físicos como la radiación ionizante, el calor o la filtración de soluciones con membranas que impiden el paso de microorganismos, incluyendo virus. 
El método más usado en esta categoría es el calor que mata microorganismos por la desnaturalización de las enzimas; el cambio resultante en la forma tridimensional de las proteínas las inactiva. La resistencia al calor varía entre los diferentes microorganismos; esta diferencia puede ser expresada como el punto térmico de muerte (PTM) el cual se define como la temperatura más baja a la cual todos los microorganismos en una suspensión líquida serán eliminados en 10 minutos.
Otro factor que debe ser considerado en una esterilización es el tiempo requerido. Este puede expresarse como el tiempo de muerte térmica (TMT), el cual es el tiempo mínimo para que toda bacteria en un cultivo líquido en particular sea exterminada a una temperatura determinada.
Ambos PTM y TMT son guías útiles que indican la severidad del tratamiento requerido para matar a una población de bacterias dada. 
El tiempo de reducción decimal (TRD, o valor D) es el tercer concepto relacionado con la resistencia bacteriana al calor. TRD es el tiempo, en minutos, en el cual el 90 % de una población bacteriana a cierta temperatura será eliminada.
Los tratamientos térmicos, en resumen, son métodos para conservar los alimentos.

### Métodos térmicos
Los métodos térmicos suelen englobar todos los procedimientos que tienen entre sus fines la destrucción de los microorganismos por el calor. Los métodos son tanto la pasteurización como la esterilización, cuya finalidad principal es la destrucción microbiana, como al escaldado y a la cocción, procesos en los que también se consigue una cierta reducción de la flora microbiana, pero que sus objetivos principales son la variación de las propiedades físicas.
| Temperatura (°C) | Tiempo (minutos) |
| ---------------- | ---------------- |
| 121              | 360              |
| 140              | 180              |
| 150              | 150              |
| 160              | 120              |
| 170              | 60               |
| 180              | 30               |

#### Calor húmedo
Las condiciones de temperatura y presión de un proceso de esterilización por vapor de agua en un autoclave van de 121 °C a 134 °C y 275-350 kPa. Para el tratamiento de residuos hospitalarios se emplean tiempos de operación entre 20 y 30 minutos. El método de esterilización por autoclave utiliza pruebas microbiológicas, las cuales se ingresan dentro del ciclo de operación y posteriormente por medio de una incubadora se busca detectar si hay crecimiento de microorganismos. Uno de los microorganismos utilizados en estas pruebas es el Bacillus stearothermophilus.

#### Calor seco
Las temperaturas de esterilización van desde 121 °C a 180 °C, teniendo en cuenta los tiempos de esterilización para cada caso.

## Aplicaciones
En investigación de laboratorios científicos es empleado principalmente para eliminar microorganismos de los elementos de trabajo, evitando así la contaminación de la muestra, recipientes y material de trabajo.
En la industria alimentaria se emplea para aumentar la vida útil de los alimentos. Los alimentos esterilizados más comunes son los enlatados.
Se usa también para la conservación y alargamiento de la vida de libros, muebles, obras de arte y otros bienes.
En los hospitales es empleado principalmente para eliminar agentes patógenos de los instrumentos quirúrgicos reutilizables.
Los fabricantes de productos sanitarios esterilizan los productos para poder utilizarlo con asepsia en un procedimiento quirúrgico o de laboratorio por los profesionales sanitarios.
En el tratamiento de residuos peligrosos hospitalarios, se utiliza la esterilización de alta eficiencia, con el fin de eliminar todos los microorganismos patógenos y así disminuir los riesgos de infección asociados.